# Daniel Weimann
Daniel Weimann (* 1621 in Unna; † 29. Oktober 1661 im Haag) war ein brandenburgischer Staatsmann.

## Leben
Weimann war der Sohn eines Ratschreibers. Er besuchte die Universitäten Köln, Utrecht sowie Leiden und wurde schließlich zum Doctor iuris utriusque promoviert. Etwa 1646/1647 trat er in den Verwaltungsdienst Friedrich Wilhelm von Brandenburgs, der damals in Cleve residierte. Zunächst noch als Hofrat avancierte er bei der Rückkehr des Kurfürsten nach Berlin Ende 1649 zum clevischen Regierungsrat bzw. Geheimen Rat. Am 2. Januar 1653 wurde er zum Mitglied des Geheimen Ratskollegiums am 23. Dezember 1653 ernannt. Seine Besoldung belief sich auf 700 Taler im Jahr. Er avancierte 1658/1659 weiter zum Kanzler im Herzogtum Kleve und war als preußischer Gesandter an den englischen Hof und in den Niederlanden insbesondere in den Vormundschaftsangelegenheiten um Wilhelm III. Oranien bzw. in das Ausbalancieren der damit verbundenen englischen, niederländischen und brandenburgischen Interessen involviert.
Im Jahre 1661 erhob ihn der Kaiser in den Ritter- und Adelsstand, den der Kurfürst am 15. April selben Jahres betätigte.
Weimann war der Verfasser der Flugschrift Gedencke daß du ein Teutscher bist. Die Aufforderung, ein mutmaßliches Zitat des Großen Kurfürsten, findet sich als titelartiges Schlusswort einer größeren, anonymen Flugschrift aus dem August 1658 zur Rechtfertigung seines Bündniswechsels in die antischwedische Koalition. Veröffentlicht wurde sie in Hamburg aus Anlass des Marsches der kurbrandenburgischen Armee durch Norddeutschland im Vorgriff auf den Schwedisch-Brandenburgischen Krieg, der sowohl Pommern als auch Cleve zum Kriegsschauplatz machte. Die Schrift suchte religiöse Vorhaltungen, von denen in den zurückliegenden Kriegen meist außerdeutsche Nationen partizipierten, durch die Bedeutung eines Nationalgefühls im deutschen Sprach- und Reichsraum zu ersetzen.